# Scatopse fattigi
Scatopse fattigi is een muggensoort uit de familie van de Scatopsidae. De wetenschappelijke naam van de soort is voor het eerst geldig gepubliceerd in 1957 door Cook.